# Echigo-Maulwurf
Der Echigo-Maulwurf (Mogera etigo) ist eine Säugetierart aus der Gattung der Ostasiatischen Maulwürfe innerhalb der Maulwürfe (Talpidae). Er kommt in einem nur kleinen Verbreitungsgebiet auf der japanischen Hauptinsel Honshū vor, das die Echigo-Ebenen in der Präfektur Niigata umfasst. Die Tiere bewohnen hier vor allem Reisfelder in Flusstälern. Es handelt sich um den größten Vertreter der Maulwürfe Japans. Er gleicht äußerlich den anderen Ostasiatischen Maulwürfen und wird wie diese durch einen zylindrischen Körper, einen kurzen Hals und grabschaufelartige Vorderbeine charakterisiert. Jedoch hebt er sich durch seine Größe und einzelne morphometrische Maße von den anderen Arten ab. Die Lebensweise des Echigo-Maulwurfs ist nur wenig erforscht. Die Tiere leben unterirdisch, ernähren sich von Regenwürmern und zeugen überwiegend einmal im Jahr Nachwuchs. Ursprünglich wurden die Maulwürfe der Echigo-Ebenen dem Sado-Maulwurf zugewiesen, eine Studie aus dem Jahr 1991 führte dann zur Aufstellung einer eigenständigen Art. Der Bestand wird als gefährdet eingeschätzt. Verantwortlich dafür ist neben menschlichem Einwirken auch ein starker Konkurrenzdruck durch den Kleinen Japanischen Maulwurf, dessen Vorkommen sich teils mit dem des Echigo-Maulwurfs überschneidet.

## Merkmale

### Habitus
Der Echigo-Maulwurf ist ein großer Vertreter der Maulwürfe und der größte der japanischen Inselwelt. Er übertrifft in seinen Ausmaßen auch den nahe verwandten Sado-Maulwurf (Mogera tokudae). Seine Kopf-Rumpf-Länge variiert von 15,7 bis 17,1 cm, die Schwanzlänge liegt bei 2,3 bis 3,0 cm. Der Schwanz nimmt dadurch 14,1 bis 17,5 % der Länge des restlichen Körpers ein. Das Gewicht reicht von 94,9 bis 161,5 g. Äußerlich ähnelt der Echigo-Maulwurf mit seinem zylindrischen Körper, dem kurzen Hals und den grabschaufelartigen Vordergliedmaßen den anderen Formen der Ostasiatischen Maulwürfe. Die Hände sind groß, etwa 2,2 bis 2,3 cm lang und 2,4 bis 2,6 cm breit sowie mit kräftigen Krallen ausgestattet. Die Hinterfüße erreichen die gleiche Länge wie die Vorderfüße und entsprechen somit auch weitgehend der Länge des Schwanzes. Dieser ist dick. Das Rückenfell besteht aus 0,5 bis 1,0 cm langen Haaren. Es hat eine dunkel graubraune Färbung, wobei die oberen Abschnitte der Haarschäfte graubraun sind. Das Bauchfell ist kürzer und leicht heller. An der Schnauzenspitze hinter dem Nasenpolster besteht ein nackter Bereich, der einen diamant- bis rautenförmigen Umriss aufweist. Die Augen- und Ohröffnungen sind jeweils groß.

### Schädel- und Gebissmerkmale
Der Schädel ist lang und massiv gestaltet. Die größte Länge beträgt durchschnittlich 41,4 mm, an den Jochbögen wird er 15,1 mm breit, an den Warzenfortsätzen 19,3 mm. Das Rostrum ist eher schmal gestaltet. Dessen Weite auf Höhe der Molaren liegt bei 11,2 mm, auf Höhe der Eckzähne bei 5,6 mm. Auf dem Hirnschädel ist ein schwacher Scheitelkamm ausgebildet. Das Foramen infraorbitale öffnet sich auf Höhe des zweiten Mahlzahns. Es ist weit und flach. An der Schädelbasis heben sich die etwas aufgewölbten Paukenblasen als rundliche Bildungen hervor. Der Unterkiefer misst rund 26,5 mm in der Länge und zeichnet sich durch einen schwachen Kronenfortsatz aus.
Das Gebiss weist insgesamt 42 Zähne auf, die Zahnformel lautet entsprechend: {\displaystyle {\frac {3.1.4.3}{2.1.4.3}}} Es treten aber bei rund 8,5 % der untersuchten Individuen Zahnanomalien auf, die hauptsächlich den zweiten Prämolaren betreffen, der sowohl im Ober- als auch im Unterkiefer fehlen kann. Im ausgebildeten Zustand repräsentiert er den kleinsten Zahn der jeweiligen oberen und unteren Backenzahnreihe. Die Molaren sind groß geformt. Im vorderen Gebiss stehen die oberen Schneidezähne V-förmig zueinander, der hinterste Schneidezahn ist am kleinsten. In der unteren Gebisshälfte sind alle Schneidezähne etwa gleich groß. Die mittlere Länge der oberen Zahnreihe liegt bei 18,4 mm, die der unteren bei 17,3 mm.

### Skelettmerkmale
Die Wirbelsäule setzt sich aus 7 Hals-, 13 Brust-, 6 Lenden-, 6 Kreuzbein- und 13 Schwanzwirbeln zusammen.

### Genetische Merkmale
Der diploide Chromosomensatz lautet 2n = 36. Er besteht aus 4 metazentrischen, 3 submetazentrischen, 3 subtelozentrischen und 7 acrozentrischen Autosomenpaaren. Das Y-Chromosom ist fleckenartig, das X-Chromosom submetazentrisch.

## Verbreitung und Lebensraum

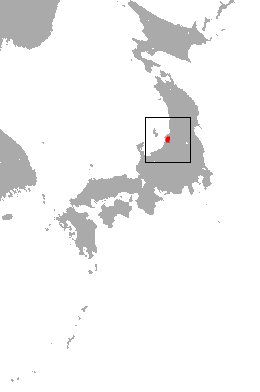
Verbreitungsgebiet des Echigo-Maulwurfs

Das Vorkommen des Echigo-Maulwurfs ist auf die Echigo-Ebenen in der Präfektur Niigata im Westen der japanischen Hauptinsel Honshū beschränkt. Die Grenzen des Verbreitungsgebietes können mit den Ortschaften Shibata im Osten und Tsubame im Westen sowie Gosen beziehungsweise Kamo im Süden und Niigata im Norden angegeben werden. Es spart aber die unmittelbaren Küstengebiete aus. Die Art ist hier vor allem in den Flusstälern des Agano und des Shinano anzutreffen. Eine kleine abgetrennte Population findet sich bei Mitsuke südwestlich des Hauptverbreitungsgebietes. Die Tiere  bewohnen vor allem Reisfelder. Der Lebensraum des Echigo-Maulwurfs wird durch das des Kleinen Japanischen Maulwurfs (Mogera imaizumii) begrenzt und ist teilweise aufgrund des dadurch entstehenden Konkurrenzdruckes rückläufig. Die Höhenverbreitung reicht von 0 bis 30 m.

## Lebensweise
Die Lebensweise des Echigo-Maulwurfs ist weniger gut untersucht als die andere japanischer Maulwurfsarten. Die Tiere leben unterirdisch in selbst gegrabenen Tunneln und Gängen. Diese haben Durchmesser von 6,0 bis 6,5 cm und sind dadurch deutlich größer als die des in der gleichen Region auftretenden Kleinen Japanischen Maulwurfs. Über Wanderungsbewegungen und Aktivitäten sowie das Sozialverhalten liegen keine Informationen vor. Die Nahrung besteht überwiegend aus Regenwürmern der Gattung Pheretima. Die meisten trächtigen Weibchen wurden im März und April beobachtet, so dass die Fortpflanzungsphase in das Frühjahr fällt. Dies ist ein deutlicher Unterschied zum Kleinen Japanischen Maulwurf, der sich über einen längeren Abschnitt des Jahres von März bis Oktober paart und häufig zweimal im Jahr Nachwuchs erhält. Letzteres tritt beim Echigo-Maulwurf nur selten auf und erfolgt unter Umständen im Juli oder August. In der Regel trägt ein Weibchen pro Wurf durchschnittlich 3,4 Embryonen aus. Als innere Parasiten wurden mit Echinostoma ein Angehöriger der Saugwürmer und mit Capillaria ein solcher der Fadenwürmer belegt.

## Systematik
Der Echigo-Maulwurf ist eine Art innerhalb der Gattung der Ostasiatischen Maulwürfe (Mogera), die aus insgesamt neun Arten besteht. Die Gattung wiederum gehört zur Familie der Maulwürfe (Talpidae) und bildet innerhalb dieser gemeinsam mit einigen anderen, vorwiegend eurasisch verbreiteten Artengruppen die Tribus der Eigentlichen Maulwürfe (Talpini). Die Tribus vereint die zumeist grabenden Vertreter der Maulwürfe, andere Mitglieder der Familie leben dagegen nur teilweise unterirdisch, bewegen sich oberirdisch fort oder sind an eine semi-aquatische Lebensweise angepasst. Laut molekulargenetischen Untersuchungen teilen sich die Ostasiatischen Maulwürfe in zwei Verwandtschaftslinien. Eine formt sich aus den ost- und südostasiatisch-festländischen Vertretern um den Chinesischen Inselmaulwurf (Mogera insularis), die andere aus den Arten der japanischen Inselwelt um den Japanischen Maulwurf (Mogera wogura). In letztere ist aber ebenfalls den Ussuri-Maulwurf (Mogera robusta) der Koreanischen Halbinsel und der fernöstlichen russischen Region Primorje eingeschlossen. Die Aufspaltung der Ostasiatischen Maulwürfe in diese beiden Linien reicht bis in das Obere Miozän vor etwa 10 bis 8 Millionen Jahre zurück. Der Echigo-Maulwurf ordnet sich in das nähere Verwandtschaftsverhältnis um den Japanischen Maulwurf und somit in die zweite genannte Linie ein. Deren weitere Differenzierung fällt in das Obere Pliozän und Untere Pleistozän vor rund 3,6 bis 1,2 Millionen Jahren. Die genetisch engste Bindung besteht zum Sado-Maulwurf (Mogera tokunae) auf der dem Küstenbereich der Echigo-Ebenen auf Honshū vorgelagerten Insel Sado. Einige Autoren nehmen an, dass der Sado-Maulwurf und der Echigo-Maulwurf zu einer frühen Einwanderungswelle der Ostasiatischen Maulwürfe auf den japanischen Inseln gehört, die heute nur noch die Küstenländer und einige vorgelagerte Inseln besiedeln, während später eingewanderte Gruppen in das Inland vordrangen.
Ursprünglich wurden die großen Maulwürfe der Echigo-Ebenen in den Sado-Maulwurf eingeschlossen und somit unter der Bezeichnung Mogera tokudae geführt, was bereits Hisashi Abe in seiner Monographie über japanische Insektenfresser aus dem Jahr 1967 herausgestellt hatte. Eine Analyse von über 60 Individuen, veröffentlicht im Jahr 1991, ließ Mizuko Yoshiyuki und Yoshinori Imaizumi daran zweifeln, dass beide Formen identisch seien, da zahlreiche morphometrische Unterschiede auftraten ebenso wie sich verschiedentlich Abweichungen in der Zahnstruktur oder in der Gestaltung des Gaumens feststellen ließen. Beide Autoren verwiesen daher die großen Maulwürfe der Echigo-Ebenen einer neuen Art zu, die sie mit Mogera etigo bezeichneten. Als Holotyp wählten sie ein ausgewachsenes Männchen von 17,2 cm Körper und 2,3 cm Schwanzlänge sowie 167 g Körpergewicht aus. Es stammt aus der Region um Inugaeshi-shinden in der Präfektur Niigata. Während bei nachfolgenden genetischen Untersuchungen die Unterschiede zwischen den beiden Populationen als eher gering erachtet wurden, wiesen cytogenetische Studien auf einzelne bedeutende Unterschiede hin. So haben der Sado-Maulwurf und der Echigo-Maulwurf zwar den gleichen diploiden Chromosomensatz von 2n = 36. Bezüglich der Anzahl der Arme der Autosomen (fundamentale Anzahl) bestehen aber Abweichungen, da diese bei ersteren 60, bei letzterem 54 lautet. In jüngerer Zeit wird der Echigo-Maulwurf daher weitgehend als eigenständige Art betrachtet, so auch im achten Band des Standardwerkes Handbook of the Mammals of the World aus dem Jahr 2018. Unterarten sind nicht bekannt.

## Bedrohung und Schutz
Der Echigo-Maulwurf kommt in einem nur kleinen Verbreitungsgebiet vor, das außerdem stärker fragmentiert ist. Bedrohungen für den Bestand liegen unter anderem im weiteren Verlust von zuträglichen Lebensräumen oder in deren Qualitätsminderung. Letzteres geschieht etwa durch den Einsatz von Pestiziden in der Landwirtschaft oder durch die stärkere Beackerung von Anbauflächen und Beseitigung von Erdrippeln auf den Reisfeldern, etwa durch den Einsatz großer Maschinen. Hinzu kommt als natürlicher Faktor der starke Konkurrenzdruckes durch den Kleinen Japanischen Maulwurf (Mogera imaizumii). Die IUCN stuft die Art daher als „stark gefährdet“ (endangered) ein. Ein Auftreten des Echigo-Maulwurfs in Schutzgebieten ist nicht verzeichnet, lediglich in angrenzenden Gebieten kommt er vor.